# William David Porter
William David Porter „Wild Bill” (ur. 10 marca 1808 w Nowym Orleanie, zm. 1 maja 1864 w Nowym Jorku) – amerykański wojskowy, oficer United States Navy z okresu wojny secesyjnej, uczestnik kampanii na Missisipi po stronie Unii.

## Życiorys
William David Porter był synem komodora Davida Portera, młodszym bratem admirała Davida Dixona Portera. Większą część dzieciństwa spędził w Chester w Pensylwanii. W wieku 12 lat został członkiem załogi liniowca „Franklin”, w styczniu 1823 roku midszypmenem, 11 lat później kapitanem (Lieutenant) floty Stanów Zjednoczonych. W latach 1838–1840 był inspektorem latarni morskich na odcinku wschodniego wybrzeża, pomiędzy Norfolkiem a Nowym Jorkiem. W 1840 roku został oficerem do spraw uzbrojenie w Washington Navy Yard, w późniejszym okresie służył na różnych stanowiskach aż do przejścia w stan spoczynku w 1855 roku.
Przywrócony do służby cztery lata później jako dowódca slupa „St. Mary's”. Przez dwa lata patrolował pacyficzne wybrzeże Meksyku i Ameryki Środkowej. Po wybuchu wojny secesyjnej, latem 1861 roku został odwołany do Waszyngtonu a jesienią tegoż roku wysłany do St. Louis, gdzie uczestniczył w organizacji Zachodniej Flotylli Kanonierek. W październiku 1861 roku został mianowany, w stopniu komandora porucznika (Commander), dowódcą przebudowanego na kanonierkę promu „New Era”. W grudniu tegoż roku, podczas opancerzania okrętu w St. Louis, zmienił jego nazwę na „Essex”, na pamiątkę fregaty „Essex”, dowodzonej przez jego ojca podczas wojny roku 1812.
W styczniu 1862 roku uczestniczył w dwóch potyczkach z konfederatami na Missisipi, a 6 lutego w bitwie o Fort Henry. W pojedynku z bateriami nadbrzeżnymi „Essex” został trafiony, między innymi w jeden z kotłów, który eksplodował. Pomimo poparzenia parą, komandor Porter nie przerwał dowodzenia, wyprowadzając okręt z pola bitwy. Uszkodzona kanonierka została ponownie przebudowana, pod kierunkiem jej dowódcy, który równocześnie nadzorował przebudowę dwóch innych jednostek: „Lafayette” i „Choctaw”. Po ponownym wejściu kanonierki do linii, Porter wziął udział w akcjach przeciwko okrętowi pancernemu konfederatów „Arkansas”. Przyniosły one załodze „Essexa” nagrodę pieniężną Kongresu w wysokości 25 000 dolarów. Na początku września uczestniczył w bombardowaniu Natchez i pojedynku z bateriami nadbrzeżnymi w Port Hudson. Były to ostatnie akcje Portera jako dowódcy okrętu.
Jeszcze we wrześniu został odkomenderowany do Nowego Orleanu a następnie Nowego Jorku. Postrzegany jako kontrowersyjna postać, awansował do stopnia komodora {Commodore), ale nie powrócił już do służby liniowej. Pełnił różne funkcje sztabowe do kwietnia 1864 roku, gdy został hospitalizowany. Zmarł na chorobę serca 1 maja tegoż roku w St. Luke's Hospital i został początkowo pochowany na Green-Wood Cemetery w Nowym Jorku. W czerwcu jego ciało przeniesiono do Filadelfii, gdzie spoczął ostatecznie obok swego ojca.
Na jego cześć został nazwany niszczyciel "William D. Porter", typu Fletcher.